# Слота Андрій Тарасович
Андрі́й Тара́сович Слота — капітан Збройних сил України. Брав участь у боях за Дебальцеве.
Регіональний менеджер з інформаційної безпеки Райффайзен Банку Аваль у Києві.
У жовтні 2014-го — січні 2015-го командував взводним опорним пунктом «Валера» (висота 307,5) поблизу с. Санжарівка. Дістав поранення під час бою 25 січня 2015

## Нагороди
За особисту мужність і героїзм, виявлені у захисті державного суверенітету та територіальної цілісності України, вірність військовій присязі під час російсько-української війни
- нагороджений орденом «За мужність» III ступеня (26.2.2015).